# Кубей
Кубей (гаг. Kubey, у 1945—2016 роках — Червоноармійське) — село в Україні, адміністративний центр Кубейської сільської громади Болградського району Одеської області. Населенням становить 5164 особи (2024).

## Попередні назви
Сучасна і первинна назва села — Кубей. 14 листопада 1945 року перейменоване на Червоноармійське. 12 травня 2016 року селу повернуто історичну назву Кубей.

## Географія
Село розташоване в долині колись повноводної річки Карасулак, за 18 км на північ від 
районного центру та за 220 км на південний захід від обласного центру.

## Історія
Територія сучасного села була заселена ще з давніх часів. Археологами виявлені останки декількох поселень: доби пізньої бронзи (кінець II тисячоліття до н. е.), античного періоду (VI—III століть до н. е.), перші сторіччя нашої ери, слов'янські періоди Київської Русі. 
Територією села проходить частина Нижнього Траянового валу.
У XVI—XVIII століттях на цьому місці знаходилося напівкочове поселення ногайських татар, відоме під назвою Кубей. Назву підтверджують ногайські катакомби, які розташовані у центрі села.
Сучасне поселення з'явилось в історичному центрі болгарського заселення Південної Бессарабії, наприкінці XVIII — початку XIX століть Тоді, на цих землях оселилося чимало болгар, гагаузів та албанців, які рятувались від утисків з боку Османської імперії.
Буджак швидкими темпами почав заселятись наприкінці XVIII — першій половині XIX століть біженцями із-за Дунаю. Масове переселення болгар та гагаузів, котрі рятувались від турецького рабства, тривало з 1769 по 1854 роки то охоплювало в цілому близько 100 років. Наймасштабніші переселення були пов'язані з російсько-турецькими війнами: війни 1768—1774 та 1787–1791 роках дали початок переселенню окремих родин, груп, військових загонів як болгар так і гагаузів, війни 1806–1812 та 1828—1829 років зробили ці переселення дійсно масовими.
Засновники села Кубей поселились на місці поселення ногайських татар, з однойменною назвою. На новій вітчизні болгари і гагаузи отримали від імператорського двору по 60 десятин землі на родину у довічне користування без права купівлі — продажу. Вони звільнювались на 10-річний термін від податків та від обов'язкової військової та цивільної служби. Такі сприятливі умови сприяли швидкому зростанню кількості жителів Кубея: якщо у 1816 році в селі проживало 133 родини — 652 особи, то у 1848 році — вже 1516 осіб.
Село Кубей було засновано переселенцями з Болгарії у 1809 році. Основні групи переселенців — болгар і гагаузів прийшли з сіл Дурмуш-Кьой (суч. Лозево, Шуменськой обл.), Ені Махале (суч. Ново село, Слівенської області), Косовча (сучасне Косово, Шуменської області) та міста Шумен. Але як адміністративна одиниця, село Кубей було позначено на мапі у 1814 році, саме в той час завелись метричні книги.
За даними 1859 року у болгарській колонії Аккерманського повіту Бессарабської області мешкало 1497 осіб (766 чоловічої статі та 731 — жіночої), налічувалось 262 домогосподарств, існували православна церква, поштова станція, прикордонна застава та митниця.
Станом на 1886 рік у болгарській колонії, центрі Кубейської волості, мешкало 2567 осіб, налічувалось 496 дворових господарств, існували православна церква, 2 школи, лікарня, поштова станція та 6 лавок, відбувались базари по п'ятницях.
За переписом 1897 року кількість мешканців зросла до 4038 осіб (1985 чоловічої статі та 2053 — жіночої), з яких 4013 — православної віри.
14 листопада 1945 року Указом Президії ВР УРСР «Про збереження історичних найменувань та уточнення і впорядкування існуючих назв сільрад і населених пунктів Ізмаїльської області»:  село Кубей перейменували на село Червоноармійське і Кубейську сільраду — Червоноармійська.
19 липня 2020 року, в результаті адміністративно-територіальної реформи і ліквідації Болградського (1940  – 2020) району, село увійшло до складу новоутвореного Болградського району.
7 травня 2025 року в селі відкрили меморіальну дошку Михайлу Буюклі, який загинув під час виконання бойового завдання на Донецькому напрямку. Меморіальну дошку встановили на фасаді опорного закладу освіти «Кубейський ліцей», де навчався загиблий захисник.
У липні 2025 року під час 54-ї сесії VIII скликання група депутатів Кубейської сільської ради виступила з ініціативою переосмислити простір в селі, де раніше стояв пам’ятник Михайлу Калініну.

## Населення
Згідно з переписом 1989 року населення села становило 6701 особа, з яких 3180 чоловіків та 3521 жінка.
За переписом населення 2001 року в селі мешкало 6213 осіб.

## Мова
Розподіл населення за рідною мовою за даними перепису 2001 року:
| Мова       | Відсоток |
| ---------- | -------- |
| болгарська | 62,12 %  |
| гагаузька  | 26,56 %  |
| російська  | 9,44 %   |
| українська | 1,53 %   |
| румунська  | 0,21 %   |
| білоруська | 0,05 %   |
| німецька   | 0,02 %   |

## Культура
З 2018 року в Кубеї влітку проводиться етно-фестиваль. Також на території села знаходиться дім-музей «Стара къща». Експонатами музей наповнювали місцеві жителі.
В селі приділяють увагу болгарським традиціям. На День Трифона Зарізана (14 лютого) влаштовують святкову ходу, готують традиційні болгарські страви та смакують вином. Серед господарів обирають найвправнішого та одягають йому на голову корону «Царя Трифона», який робить перший надріз виноградної лози на врожай..

## Спорт
У селі з 1961 року діє шахово-шашковий клуб «Темп», який започаткував шкільний вчитель хімії та фізики Василь Буюклі школи села Червоноармійське (нині — Кубей) був створений шаховий гурток. До сих пір ветеран шахів і учні його учнів борються на картатій дошці. На честь 40-річчя клубу у березні 2019 року Кубей прийняв Міжнародний турнір з шахів та шашок (за підтримки Кубейскої сільської ради, Палацу культури та Громадської організації «Центр розвитку Бессарабії»). У змаганнях взяли участь близько 60 чоловік з Болградського району, Ізмаїла та молдавського міста Чадир-Лунга.

## Особистості
- Бошков Віталій Михайлович (нар. 10 жовтня 1968) — поет.
- Бошков Пантелій Іванович (1974—2022) — військовослужбовець Національної гвардії України, учасник російсько-української війни. 9 травня у Кубейському ліцеї відбулося відкриття меморіальної дошки на честь Пантелія Бошкова — випускника цієї школи, учасника бойових дій, який загинув 9 травня 2022 року у місті Маріуполь, захищаючи територіальну цілісність України[20]
- Буюклі Михайло  — український військовослужбовець, учасник російсько-української війни[21].
- Теодоров-Балан Александар (нар. 27 жовтня 1859 — пом. 12 лютого 1959) — болгарський мовознавець і літературознавець, академік, перший ректор Софійського університету
- Фучеджі Дмитро Васильович (нар. 30 жовтня 1956) — екс-заступник начальника Головного управління МВС України в Одеській області, начальник міліції громадської безпеки, відсторонений через підозру у співпраці з терористами під час кривавих подій 2 травня 2014 в Одесі.
- Фучеджі Іван Іванович (нар. 10 вересня 1951) — найдосвідченіший тренер в українській гандбольної Суперліги.  У 2018 році його призначено головним тренером чоловічої збірної України з гандболу, головний тренер ГК «Донбас»[22] [23].
- Опанас Опанасович Дерменжи (нар. 15 березня 1941) —  головний інженер ШБУ-59, керував будівництвом Антонівського мосту [24][25]